# Roberto García Parrondo

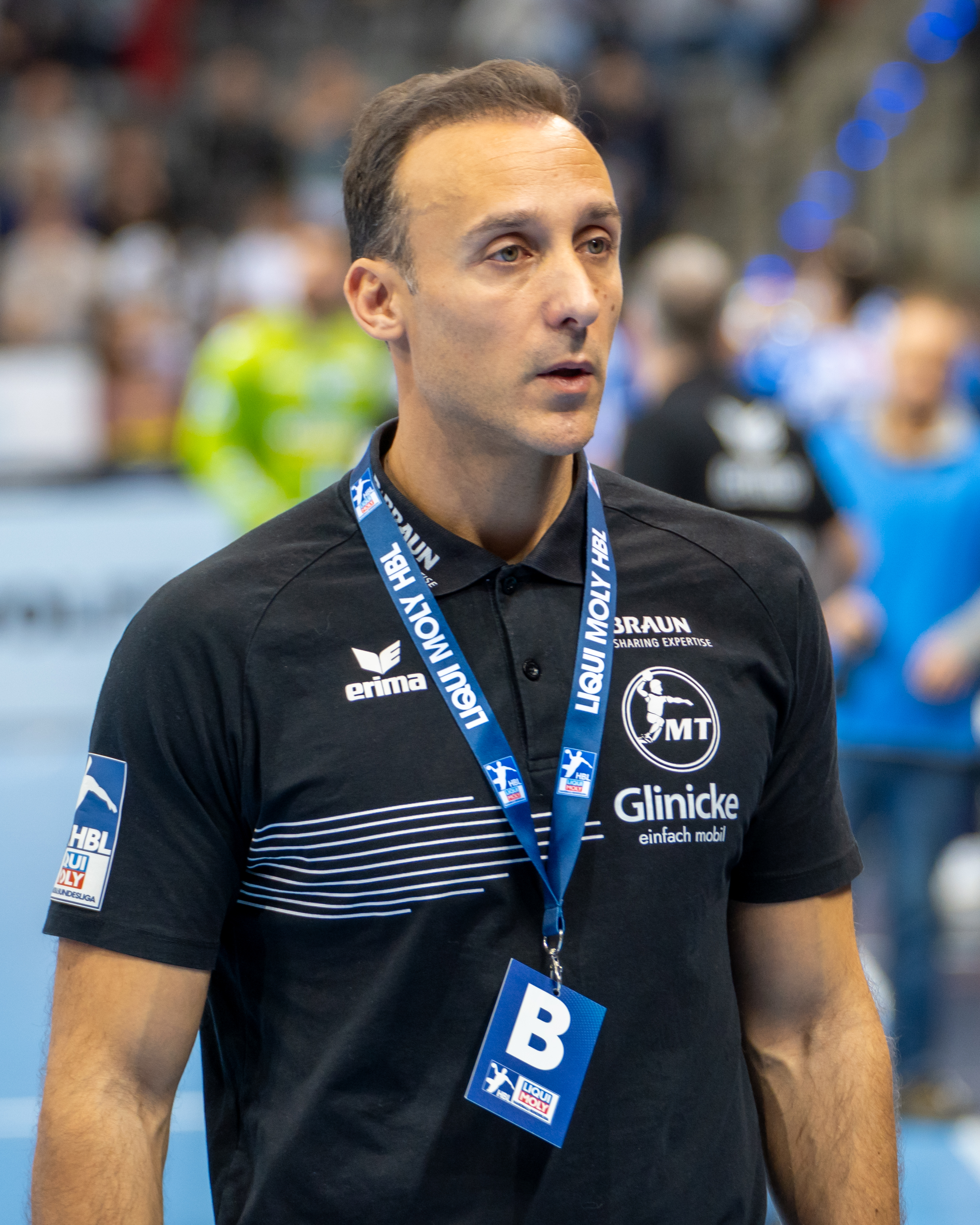
Roberto García Parrondo, 2024

Roberto García Parrondo, född 12 januari 1980 i Madrid, är en spansk handbollstränare och tidigare handbollsspelare (högersexa). Han spelade 87 landskamper och gjorde 205 mål för Spaniens landslag, från 2004 till 2014, med VM-brons 2011 som främsta merit. Sedan 2021 är García Parrondo huvudtränare för tyska MT Melsungen.

## Klubbar som spelare
- CB Getafe
- BM Valladolid (1997–2003)
- CB Ademar León (2003–2006)
- BM Valladolid (2006–2007)
- BM Ciudad Real (2007–2011)
- BM Atlético de Madrid (2011–2013)
- SC Pick Szeged (2013–2016)
- Budakalász FKC (2016–2017)

## Tränaruppdrag
- Makedonien (assisterande, 2017–2019)
- ŽRK Vardar (assisterande, 2017–2018)
- RK Vardar (2018–2019)
- Egypten (2019–2023)
- MT Melsungen (2021–)